# Tonicella rubra
Tonicella rubra, ook wel roodgemarmerde keverslak, is een keverslak uit de familie Ischnochitonidae.

## Kenmerken
Tonicella rubra wordt 20 mm lang en is kleiner dan Tonicella marmorea.  De plaatjes vertonen een duidelijker sculptuur.  De gordel is vaak bruin en wit gemarmerd, dicht bedekt met ronde korrels en met een franje van dunne, platte stekels. De kieuwen komen uitsluitend voor in de voorste helft van de mantelgroeve.

## Verspreiding en leefgebied
De dieren leven in het (ondiep) sublitoraal.
Deze soort komt in Europa voor in Noorwegen en IJsland en in Noord-Amerika van de Noordelijke IJszee tot Connecticut en van Alaska tot Californië.